# Jón Daði Böðvarsson
Jón Daði Böðvarsson (* 25. května 1992) je islandský fotbalový útočník, který v současnosti působí v klubu 1. FC Kaiserslautern. Je také islandským reprezentantem.

## Klubová kariéra
Na Islandu hrál za UMF Selfoss. V lednu 2013 odešel do Norska do týmu Viking FK.

## Reprezentační kariéra
Jón Daði hrál za islandské mládežnické reprezentační výběry U19 a U21.
V A-mužstvu Islandu debutoval 14. 11. 2012 v přátelském utkání proti reprezentaci Andorry (výhra Islandu 2:0). Premiérový gól v národním dresu seniorské reprezentace vstřelil v úvodním kvalifikačním zápase o EURO 2016 9. září 2014 doma proti Turecku (výhra 3:0), šlo o vítězný gól.
Dvojice trenérů islandského národního týmu Lars Lagerbäck a Heimir Hallgrímsson jej zařadila do závěrečné 23členné nominace na EURO 2016 ve Francii, kam se Island probojoval z kvalifikační skupiny A (byl to zároveň premiérový postup Islandu na Mistrovství Evropy). Na evropském šampionátu se islandské mužstvo probojovalo až do čtvrtfinále, kde podlehlo Francii 2:5 a na turnaji skončilo. Böðvarsson vstřelil na šampionátu jeden gól (v základní skupině proti Rakousku).